# Bechet (Dolj)
Bechet è una città della Romania di 3963 abitanti del distretto di Dolj, nella regione storica dell'Oltenia.
La città è il secondo porto sul Danubio del distretto di Dolj insieme a Calafat. Il suo quartiere Rahova si trova di fronte alla città bulgara di Oryahovo, con cui è collegata attraverso un servizio di navigazione e costituisce uno dei principali passaggi di frontiera per i trasporti su strada, grazie anche alla posizione di Bechet, su cui convergono le strade nazionali provenienti da Craiova, Calafat e Corabia.